# محوطه تخت شاه ۹
محوطه تخت شاه ۹ مربوط به سده‌های ۶ تا ۹ ه.ق است و در شهرستان زابل، بخش میان کنگی، شهر محمد، دهستان قرقری، ۱/۸۲ کیلومتری غرب روستای تخت عدالت واقع شده و این اثر در تاریخ ۲۸ شهریور ۱۳۸۶ با شمارهٔ ثبت ۱۹۶۶۳ به‌عنوان یکی از آثار ملی ایران به ثبت رسیده است.